# Power Quest
I Power Quest sono un gruppo power metal britannico.

## Storia

### Gli inizi e i primi album (2001-2006)
I Power Quest nascono nel marzo 2001, per volere del tastierista Steve Williams che ha appena lasciato per divergenze con gli altri membri la power metal band DragonForce (che ai tempi era ancora conosciuta come Dragonheart), che recluta il bassista Steve Scott (anche lui appena uscito dai Dragonheart) e il chitarrista Adam Bickers. I tre registrano nello stesso anno una demo, alla quale partecipano come musicisti di sessione il cantante ZP Theart e il chitarrista Sam Totman, entrambi nelle file dei DragonForce. Dopo la pubblicazione, Sam Totman decide di entrare in pianta stabile alla formazione.
Nell'aprile 2002, su consiglio del manager della loro etichetta discografica, la band chiama come cantante l'italiano Alessio Garavello, che nel mese di giugno vola in Inghilterra per registrare le tracce vocali del primo album, Wings of Forever. Alessio era accompagnato dal chitarrista della sua band (gli Arthemis) Andrea Martongelli, che ha registrato qualche assolo come ospite sull'album della band. Poco dopo Andrea viene assunto a tempo pieno per sostituire Bickers, che ha lasciato la band per proseguire la carriera di medico.
Nel gennaio 2003 entra nella band il batterista André Bargmann, che la lascia nel luglio dello stesso anno, dopo l'uscita del secondo album Neverworld. Il suo posto viene preso prima da Gavin Ward e poi in maniera permanente da Francesco Tresca (Hypnotheticall, Arthemis), terzo italiano ad entrare nella band. In questo periodo anche Sam Totman lascia la band. A fine 2004 la band entra nei Thin Ice Studios per registrare le nuove canzoni del terzo album, Magic Never Dies. Nei mesi di novembre e dicembre del 2005 i Power Quest sono in tour per promuovere l'album.
Nell'agosto 2006 i Power Quest hanno annunciato che Alessio Garavello avrebbe assunto anche il ruolo di secondo chitarrista.

### Sotto la Napalm Records (2007-2012)
Nel mese di ottobre 2007 la band firma con l'etichetta discografica Napalm Records, e nel 2008 pubblica il quarto album Master of Illusion. Nel giugno del 2008 la band ha annunciato che il chitarrista Bill Hudson affiancherà Andrea Martongelli nel ruolo di chitarra principale. Dopo l'uscita dal gruppo di Steve Scott, il ruolo di bassista viene affidato al tedesco Oliver Holzwarth. Nel luglio 2009 anche il cantante Alessio Garavello lascia la band. Poco dopo, anche gli altri membri, ad eccezione di Steve Williams, lasciano il gruppo.
La nuova formazione è composta da Steve Williams, Pete Morten, Paul Finnie, Andy Midgley, Ben Randall e Rich Smith. Il cantante Pete Morten venne allontanato prima della registrazione del nuovo album, sostituito da Chitral Somapala, con cui la band registrò il suo quinto album, Blood Alliance, uscito nel 2011. Successivamente Somapala lasciò la band per motivi musicali, volendo seguire la strada da solista, e venne sostituito dal giovane Colin Callanan. Nel corso del tour successivo il cofondatore ed ex-bassista Steve Scott accompagnò la band per varie date nel mese di marzo 2012, in sostituzione di Finnie.

### Lo split (2013)
Il 10 gennaio 2013 il tastierista Steve Williams annuncia la fine del progetto Power Quest, indicando come cause principali le crescenti difficoltà economiche nonché uno scarso sostegno da parte dell'etichetta. Dopo l'annuncio la band tiene due ultimi concerti: il primo a Londra il 31 maggio, il secondo al Bloodstock Open Air di Derby il 10 agosto; gli ex-membri Adam Bickers, Alessio Garavello e Francesco Tresca partecipano come ospiti ad entrambe le esibizioni. Inoltre alla prima esibizione partecipò anche Ashley Edison (Dendera), cantando il brano Neverworld insieme a Callanan e Garavello.

### Reunion e nuovo album (2016-2017)
Il 30 marzo 2016 Steve Williams annuncia la riformazione del gruppo, con Gavin Owen, Paul Finnie e Rich Smith riconfermati. Non sono invece presenti il cantante Colin Callanan e il chitarrista Andy Midgley, sostituiti rispettivamente da Ashley Edison (che già si esibì con la band nel loro penultimo concerto del 2013) e Dan Owen (fratello gemello di Gavin).
La nuova formazione registra un EP dal titolo Face the Raven, pubblicato il 10 settembre, preceduto da un singolo omonimo pubblicato il 23 agosto.
Il 23 marzo 2017 Williams annuncia l'uscita dal gruppo dei fratelli Owen; due giorni dopo la band si esibisce all'HammerFest, accompagnata da Andy Kopczyk (I Am I) e Benjamin Ellis (Scar Symmetry). Il 21 aprile Kopczyk viene annunciato come nuovo membro ufficiale, mentre Glyn Williams (Triaxis) viene ingaggiato al posto di Ellis.
Il 28 giugno Williams annuncia titolo e tracklist del sesto album, Sixth Dimension, che verrà poi pubblicato l'11 ottobre in Giappone e il 13 ottobre in Europa e America del Nord; l'album è stato anticipato dai singoli Kings and Glory e Lords of Tomorrow, pubblicati rispettivamente il 29 agosto e il 3 ottobre. Inoltre, nel mese di ottobre, la band è stata ospite speciale dei DragonForce per 11 date nel Regno Unito.

### Nuovi cambi di formazione e la morte di Paul Finnie (2018-2019)
Nel 2018 la band annuncia un evento speciale per celebrare il 15º anniversario dell'album Neverworld, durante il quale i Power Quest eseguiranno l'album nella sua interezza. L'evento, chiamato Power Quest - Celebrating the 15th Anniversary of Neverworld, è annunciato per il 26 novembre 2019, al locale The Garage di Londra. Vengono annunciati anche vari ospiti, quali il gruppo heavy metal britannico Absolva e quattro ex-membri dei Power Quest: Sam Totman, Steve Scott, Andrea Martongelli e Alessio Garavello. Inoltre Steve Williams annuncia la realizzazione di nuovi brani per un futuro settimo album, di cui prevede l'inizio delle registrazioni per la prima parte del 2019.
Il 2 maggio 2018 il bassista Paul Finnie annuncia la sua separazione dal gruppo, per dedicare maggior tempo alla sua famiglia; il 16 maggio viene annunciato come nuovo bassista Bradley Edison, fratello minore del cantante Ashley.
Il 29 giugno la band annuncia la separazione dal gruppo del chitarrista Andy Kopczyk; la sua ultima esibizione con i Power Quest è stata all'Amplified Festival di Gloucestershire, il 6 luglio. Il 17 agosto la band annuncia come sostituto il greco George Karafotis.
Il 4 agosto 2019 l'ex-bassista Paul Finnie muore per arresto cardiaco, subito dopo la fine di un concerto con gli Hysteria, tribute band ai Def Leppard. In seguito a ciò, l'evento per i 15 anni di Neverworld è stato dedicato alla sua memoria.

## Formazione

### Formazione attuale
- Ashley Edison – voce (2013[12], 2016-presente)
- Steve Williams – pianoforte, tastiere, organo, cori; occasionalmente chitarra acustica ed elettrica, e percussioni (2001-2013, 2016-presente), drum machine (2001-2003)
- George "The Kid" Karafotis – chitarra (2018-presente)
- Glyndwr "Glyn" Williams – chitarra, cori (2017-presente)
- Bradley Edison – basso (2018-presente)
- Rich Smith – batteria (2009-2013, 2016-presente)

### Ex componenti
- ZP Theart – voce (2001-2002)
- Adam Bickers – chitarra (2001-2002, 2013[12])
- André Bargmann – batteria (2003)
- Sam Totman – chitarra, cori (2001-2005, 2019[12])
- Steve Scott – basso, cori (2001-2009, 2012[12], 2019[12])
- Bill Hudson – chitarra (2008-2009)
- Alessio Garavello – voce (2002-2009, 2013[12], 2016[12], 2019[12]), chitarra ritmica (2006-2008, 2009)
- Andrea Martongelli – chitarra elettrica ed acustica, cori (2002[12], 2002-2009, 2019[12])
- Francesco Tresca – batteria, cori (2003-2009, 2013[12])
- Oliver Holzwarth – basso (2009)

- Pete Morten – voce (2009-2010)
- Ben Randall – chitarra (2009-2010)
- Chitral "Chity" Somapala – voce (2010-2011)
- Colin Callanan – voce (2011-2013)
- Andy Midgley – chitarra, cori (2009-2013)
- Dan Owen – chitarra (2016-2017)
- Gavin Owen – chitarra (2010-2013, 2016-2017)
- Paul Finnie – basso (2009-2013, 2016-2018)
- Andy Kopczyk – chitarra, cori (2017-2018)

Ex-musicisti di supporto
- Gavin Ward – batteria (2003)
- Julie Laughton – flauto, violoncello (2002-2004)
- Clive Nolan – cori, tastiere (2002-2005, solo in studio)
- Benjamin Ellis – chitarra (2017)
- Chris Petersen – chitarra (2017)

## Discografia

### Album in studio
- 2002 – Wings of Forever
- 2003 – Neverworld
- 2005 – Magic Never Dies
- 2008 – Master of Illusion
- 2011 – Blood Alliance
- 2017 – Sixth Dimension

### EP
- 2016 – Face the Raven

### Singoli
- 2016 – Face the Raven
- 2017 – Kings and Glory
- 2017 – Lords of Tomorrow

### Altre apparizioni
- AA.VV. – Symphonic Metal 7 - Dark & Beautiful (2014)